# 第10装甲師団 (ドイツ連邦陸軍)
第10装甲師団（ドイツ語：10. Panzerdivision）は、ドイツ連邦陸軍の師団のひとつ。バーデン＝ヴュルテンベルク州ジークマリンゲンに師団司令部を置き、師団の部隊は主にノルトライン＝ヴェストファーレン州、リップシュタット、ウンナおよびデュッセルドルフに駐屯している。
師団は欧州合同軍を構成し、陸軍指揮司令部の隷下にある。師団は安定化部隊（de:Stabilisierungskräfte）に指定されている。第10装甲師団は安定化部隊としての能力を保持するため南部ドイツの広範囲に駐留している。

## 任務
師団は安定化部隊の一部として分類され、多国籍による平和維持任務のために高強度かつ中長期にわたる派遣に対応する。派遣要員の準備と教育・訓練も行う。

## 部隊編成
- 師団司令部中隊　在ジークマリンゲン
- 第10軍楽隊　在ウルム
- 第23山岳猟兵旅団　在バート・ライヘンハル
  - 旅団司令部中隊
  - 第231山岳猟兵大隊
  - 第232山岳猟兵大隊
  - 第233山岳猟兵大隊
  - 第230山岳偵察大隊
  - 第8山岳工兵大隊
  - 第210山岳通信大隊
  - 第8山岳後方支援大隊
  - 第230ラバ中隊
- 第12装甲旅団　在アンベルク
  - 旅団司令部中隊
  - 第104戦車大隊
  - 第112装甲擲弾兵大隊
  - 第122装甲擲弾兵大隊
  - 第8偵察大隊
  - 第4装甲工兵大隊
  - 第4通信大隊
  - 第4後方支援大隊

## 歴史

### 冷戦時代
1959年7月に陸軍総監部第4部の編制計画に従い、編成に着手しウルムの第2軍団から80から115人が準備にあたる。同年10月1日、ジークマリンゲンにて第10装甲擲弾兵師団として編成される。基幹部隊は第29装甲擲弾兵旅団（フレンドルフ）、第30装甲擲弾兵旅団（エルヴァンゲン）、第10装甲偵察大隊（インゴルシュタット）、第10防空大隊（ケンプテン）が第1次編成部隊として構成された。
1960年7月に第2次編成部隊として、第36機甲旅団、第10砲兵連隊、第103ロケット砲兵大隊および第10工兵大隊が編入された。1961年1月1日に第36装甲旅団は第12装甲師団に配転となる。1962年に北大西洋条約機構に結合される。1963年7月に第4装甲擲弾兵師団および第1降下猟兵師団と共に第2軍団を構成する。1964年に師団は再編成され、第28装甲擲弾兵旅団（ノイブルク・アン・デア・ドナウ）を隷下におさめる。1970年1月1日第28装甲擲弾兵旅団が第28装甲旅団に、第29装甲擲弾兵旅団が第29装甲旅団に、第30装甲擲弾兵旅団が第30装甲旅団に改称・改編しこれらを基幹とする一時的であるが3個旅団編制となる。これにともない第10装甲師団に改称・改編される。
1975年に第2軍団直轄部隊であった第200戦車連隊が編入され第28装甲旅団に再編成される。1981年に第30装甲旅団は第30装甲擲弾兵旅団に再改編される。このころの師団は戦車増強型師団となっており、1981年時点での編制は以下のようになっていた。
- 第28装甲旅団　在ドルンシュタット
- 第29装甲旅団　在ジークマリンゲン
- 第30装甲擲弾兵旅団　在エルヴァンゲン
- 第10砲兵連隊　在フレンドルフ
  - 第101野戦砲兵大隊　在フレンドルフ
  - 第102ロケット砲兵大隊　在フレンドルフ
  - 第103観測大隊　在フレンドルフ
  - 第10監視中隊
- 第10防空大隊　在ジークマリンゲン
- 第10装甲偵察大隊　在インゴルシュタット
- 第10通信大隊　在ジークマリンゲン
- 第10輸送大隊　在エルヴァンゲン
- 第10衛生大隊　在エスリンゲン・アム・ネッカー
- 第101から第105野戦予備大隊（非現役）
- 第106猟兵大隊（非現役）　在アムシュテッテン (ヴュルテンベルク)
- 第107猟兵大隊（非現役）　在ミュンヒスミュンスター
- 第108猟兵大隊（非現役）　在フレンドルフ
- 第10陸軍航空隊　在ノイウハウゼン・オプ・エック
- 第10軍楽隊　在ウルム

### 冷戦終結後
1992年に師団は緊急展開部隊に分類されストラスブールにある欧州合同軍に結合される。1993年に第28と第29旅団が解散となり、他部隊から第50工兵旅団が隷下におさまる。第12装甲擲弾兵師団から第12砲兵連隊が、第2装甲擲弾兵師団から第2防空連隊が編入される。第50指揮支援連隊は第10通信大隊、第9軍楽隊（シュトゥットガルト）、第10軍楽隊（ウルム）、第12軍楽隊（タウバービショフスハイム）を再編成した。1994年には第5防衛管区司令部と合併する。第4装甲擲弾兵師団から第12装甲旅団が編入する。
1997年に師団はバルカン半島での紛争に投入される。2001年に第5防衛管区は第4防衛管区（ミュンヘン）に改編され、師団は分離する。第12装甲旅団は第13装甲擲弾兵師団に配転される。2001年6月30日に解散された第1山岳師団から第23山岳猟兵旅団が編入され、師団兵員は32,000人に達し、2004年に13,000人まで縮小される。
2002年、第50工兵旅団は解散し第4衛生団は救護指揮司令部隷下におさまり師団から離れる。2004年に第50指揮支援連隊の数個中隊が隷下におさまり、第10通信大隊も再び師団直轄に戻る。2006年、師団の一部がドイツ・フランス合同旅団に割り当てられ、陸軍指揮司令部隷下におさまる。2007年10月1日に第10通信大隊が解散、2008年3月31日に第30装甲擲弾兵旅団は解散される。

## 歴代師団長
| 代 | 氏名                                                                                            | 着任           | 離任           |
| -- | ----------------------------------------------------------------------------------------------- | -------------- | -------------- |
| 1  | レオ・ヘップ陸軍少将 de:Leo Hepp                                                                | 1959年12月8日  | 1960年10月21日 |
| 2  | ヨハン・アドルフ・グラーフ・フォン・キールマンゼグ陸軍少将 de:Johann Adolf Graf von Kielmansegg | 1960年10月21日 | 1963年7月11日  |
| 3  | ヨーゼフ・モル陸軍少将 de:Josef Moll                                                            | 1963年7月11日  | 1965年1月1日   |
| 4  | クルト・ゲルバー陸軍少将 Kurt Gerber                                                            | 1965年1月1日   | 1968年10月1日  |
| 5  | ジークフリート・シュルツ陸軍少将 Siegfried Schulz                                               | 1968年10月1日  | 1971年4月1日   |
| 6  | ルドルフ・レイヒェンベルガー陸軍少将 Rudolf Reichenberger                                       | 1971年4月1日   | 1974年6月24日  |
| 7  | ユルゲン・ブラント陸軍少将 Jürgen Brandt                                                        | 1974年6月24日  | 1976年1月13日  |
| 8  | ギュンター・キースリンク陸軍少将 de:Günter Kießling                                             | 1976年1月13日  | 1977年9月29日  |
| 9  | エーベルハルト・ハッケンゼーナー陸軍少将 Eberhard Hackensellner                                 | 1977年9月29日  | 1980年10月1日  |
| 10 | ヴェルナー・ランゲ陸軍少将 Werner Lange                                                         | 1980年10月1日  | 1983年9月27日  |
| 11 | ホルスト・アルブレヒト陸軍少将 Horst Albrecht                                                   | 1983年9月27日  | 1988年3月25日  |
| 12 | ハンズヨーン・ブーズ陸軍少将 Hannsjörn Boes                                                     | 1988年3月25日  | 1990年3月26日  |
| 13 | マンフレート・ゲルバー陸軍少将 Manfred Gerber                                                   | 1990年3月26日  | 1993年3月19日  |
| 14 | ヨアヒム・シュペアリンク陸軍少将 de:Joachim Spiering                                            | 1993年3月19日  | 1994年9月27日  |
| 15 | リューディガー・ドリュウズ陸軍少将 Rüdiger Drews                                                | 1994年9月27日  | 1998年3月20日  |
| 16 | カール＝ハインツ・ラター陸軍少将 de:Karl-Heinz Lather                                           | 1998年3月20日  | 2001年3月9日   |
| 17 | ヤン・オーリンク陸軍少将 de:Jan Oerding                                                         | 2001年3月9日   | 2004年3月31日  |
| 18 | マンフレート・エンゲルハルト陸軍少将 de:Manfred Engelhardt                                      | 2004年3月31日  | 2006年5月9日   |
| 19 | マルクス・ベントラー陸軍少将 de:Markus Bentler                                                  | 2006年5月9日   | 2009年7月29日  |
| 20 | エアハルト・ビューラー陸軍少将 de:Erhard Bühler                                                 | 2009年7月29日  |                |